# John Ledingham
John Charles Grant Ledingham (19 mai 1875 - 4 octobre 1944) est un pathologiste et bactériologiste britannique,.

## Biographie
Ledinham est né à Boyndie (Banffshire) où James Ledingham, son père, est ministre de l'église locale. Après ses études à la Banff Academy, il fréquente l'Université d'Aberdeen, où il obtient une maîtrise (1895), un B.Sc. (1900) et MB, B. Chir. (1902). Il suit une formation postuniversitaire à l'Université de Leipzig en 1902-1903, puis fait des recherches dans les laboratoires bactériologiques de l'Université d'Aberdeen en 1903-1904 et au Royal London Hospital en 1904-1905. À l'Institut Lister, il travaille pendant quelques mois dans le département du sérum à Elstree, mais est ensuite transféré à l'institut principal de Chelsea Embankment. À l'Institut Lister, il est assistant bactériologiste de 1905 à 1908 et bactériologiste en chef de 1908 jusqu'à sa retraite, à l'exception d'un congé pour service militaire. Pendant la Première Guerre mondiale, il est officier (nommé lieutenant-colonel en 1915) dans le Royal Army Medical Corps. Au RAMC, il est d'abord bactériologiste en chef au King George Hospital, Stamford Street, Waterloo, Londres , puis en 1917 en tant que bactériologiste consultant en Mésopotamie. À l'Institut Lister, en tant que successeur de Charles James Martin, Ledingham est le directeur de 1931 jusqu'à sa retraite en 1943, mais reste également le bactériologiste en chef pendant ces années.
Il est auteur ou co-auteur d'environ 30 publications dans des revues à comité de lecture. Ses recherches portent sur différents sujets, notamment les corps élémentaires dans les infections virales  et le purpura expérimental.
Il se marie en 1913 et est père d'un fils et d'une fille.